# Гроскарлбах
Гроскарлбах (нем. Großkarlbach) — община в Германии, в земле Рейнланд-Пфальц. 
Входит в состав района Бад-Дюркхайм. Подчиняется управлению Грюнштадт-Ланд.  Население составляет 1124 человека (на 31 декабря 2010 года). Занимает площадь 5,26 км².